# Pomorska Wieś
Pomorska Wieś (dawniej: Bierutowo, niem. Pomehrendorf) – wieś w Polsce położona w województwie warmińsko-mazurskim, w powiecie elbląskim, w gminie Milejewo na Wysoczyźnie Elbląskiej. Obok wsi płynie Rogowa, mały potok.

## Historia
W miejscu współczesnej wsi w czas istniała prawdopodobnie staropruska osada Pogezanów. Między 1296 a 1299 komtur elbląski Ludwig von Schupf nadał przywilej lokacyjny dla Pomehrendorf i Wolfsdorf Johannesowi Scharfenortowi. Jego synowie (Johannes i Tymmo) chcąc rozodzielić wsie, ponowili przywilej lokacyjny w Pasłęku 27 października 1344 przed komturem elbląskim Aleksandrem von Körnerem. Za czasów krzyżackich wieś podlegała pod urząd leśnika komturstwa elbląskiego. W dokumencie z 1378 roku wspomniany jest proboszcz Mateusz, posiadający 4 włóki ziemi. Do wsi należało 57 włók gruntu. Po drugim pokoju toruńskim wieś weszła w skład terytorium elbląskiego.
Wieś okręgu sędziego ziemskiego Elbląga w XVII i XVIII wieku.
26 maja 1671 w Pomorskiej Wsi wybuchł pożar, który strawił kościół oraz część wsi. W 1672 roku odbudowano kościół. W XVIII wieku zbudowano nowy budynek szkoły. W 1820 roku wieś posiadała 67 włók ziemi. Mieszkańcy zajmowali się głównie wyrobem płótna, które sprzedawali w Gdańsku. Kościół remontowano w latach 1852–1853. Po pierwszej wojnie światowej przed kościołem stanął obelisk upamiętniający poległych mieszkańców.
W 1948 r. wprowadzono urzędowo nazwę Pomorska Wieś, zastępując poprzednią niemiecką nazwę Pomehrendorf. W latach 1945–1954 miejscowość była siedzibą gminy Bierutowo/Pomorska Wieś. W latach 1954–1971 wieś należała i była siedzibą władz gromady Pomorska Wieś, po jej zniesieniu w gromadzie Milejewo. W latach 1975–1998 miejscowość administracyjnie należała do województwa elbląskiego.

## Demografia

### Ludność
- 1820 – 331 mieszkańców[4]
- 1925 – 428 mieszkańców[4]
- 1939 – 351 mieszkańców
- 1998 – 281 mieszkańców[8]
- 2011 – 254 mieszkańców[8]

### Struktura wiekowa (2011)[8]
- Przedprodukcyjny: 18,9%
- Produkcyjny: 68,1%
- Poprodukcyjny: 13,0%

## Zabytki

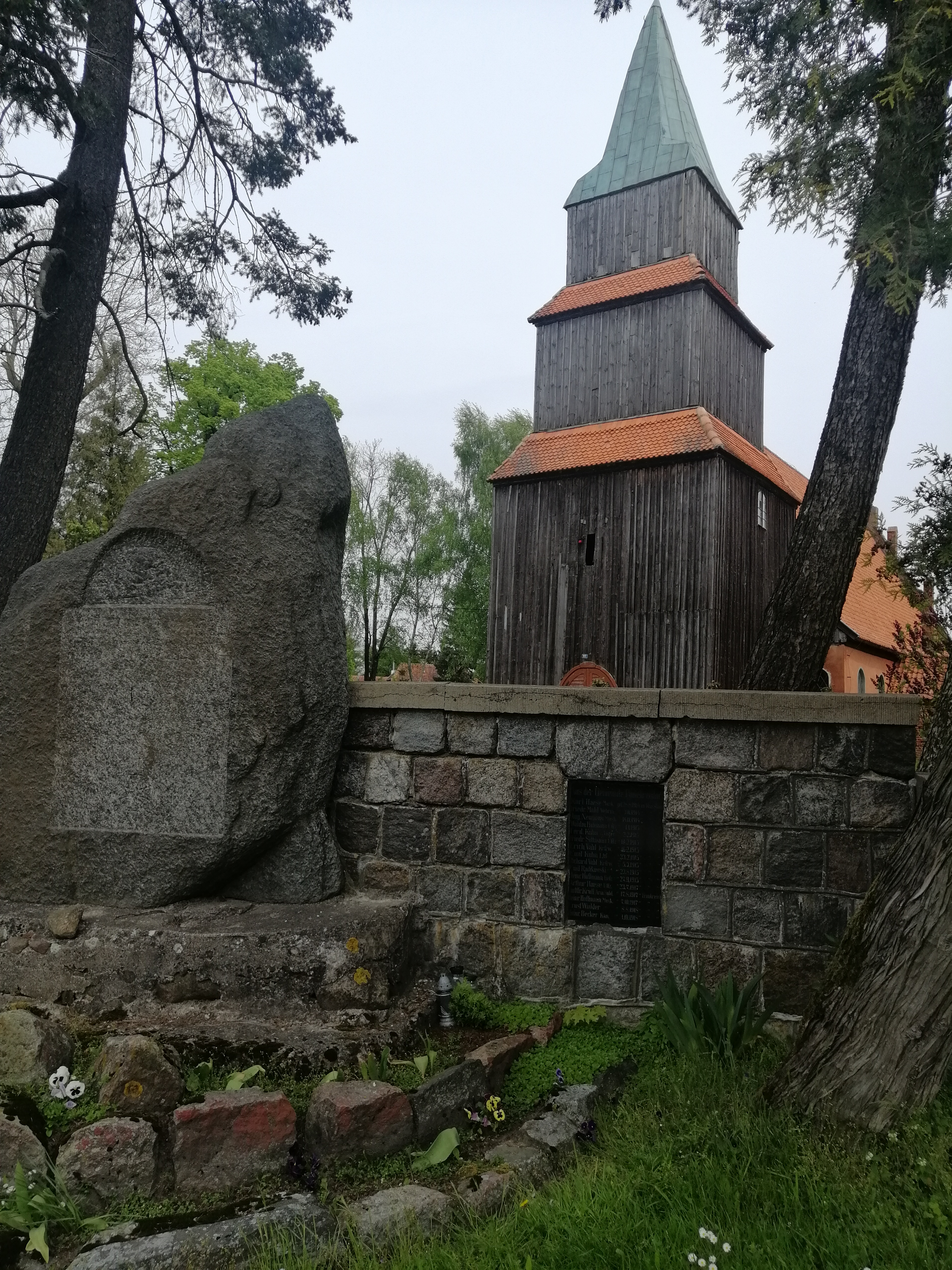
Kościół w Pomorskiej Wsi

- XIV-wieczny kościół gotycki[9]
- XIX-wieczne domy podcienioweKościół w Pomorskiej Wsi